# Basisregistratie Personen

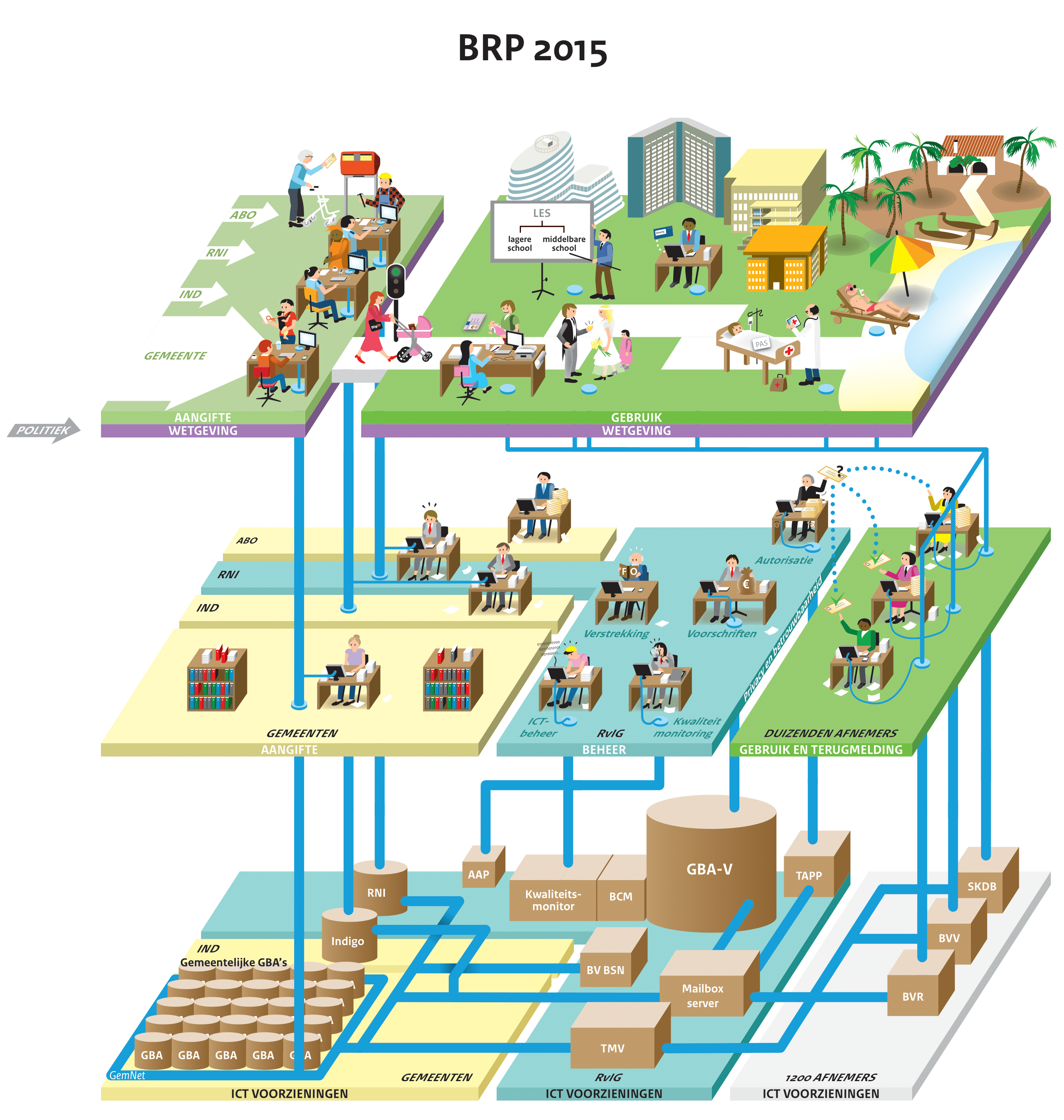
Stelselplaat BRP

De Basisregistratie Personen (BRP), geregeld in de Wet basisregistratie personen is het Nederlandse bevolkingsregister. Het bevat persoonsgegevens van inwoners van Nederland (ingezetenen) en van personen die Nederland hebben verlaten (niet ingezetenen). Personen die korter dan 4 maanden in Nederland wonen, kunnen ook als niet-ingezetenen in de BRP zijn opgenomen. Bijvoorbeeld omdat ze tijdelijk werken of studeren in Nederland. De BRP is onderdeel van het stelsel van basisregistraties.
Gemeenten houden persoonsgegevens van burgers (ingezetenen) bij in de BRP (ze zijn de bronhouders/basisregistratiehouders van de gegevens). Wanneer iemand trouwt, een kind krijgt of verhuist, wordt dit vastgelegd. Als iemand gaat verhuizen naar een andere gemeente, verhuizen de persoonsgegevens met diegene mee. Dit is dus een verschil met de akten van de burgerlijke stand, die worden bewaard in de gemeente waar het desbetreffende feit heeft plaatsgevonden (en alleen als een gemeente fuseert, overgaan naar de nieuwe gemeente).
De bijzondere gemeenten Bonaire, Saba en Sint Eustatius zijn niet aangesloten op de BRP, maar maken gebruik van de Persoonsinformatievoorziening Nederlandse Antillen en Aruba (PIVA).

## Modernisering
Sinds 2010 werd in het programma Modernisering GBA/Operatie BRP gewerkt aan een nieuwe, centrale en geautomatiseerde registratie. De realisatie hiervan verliep zeer stroef. Op 5 juli 2017 heeft minister Plasterk daarom aan de Tweede Kamer gemeld met het programma te gaan stoppen.

## Gegevens BRP
In de BRP staan onder andere de volgende persoonsgegevens:
- voornamen
- familienaam (eigen achternaam, geboortenaam) - naam op paspoort, identiteitskaart of rijbewijs
- naamgebruik (gebruikte naam) - naast de eigen achternaam mag dit zijn de naam van een (voormalige) huwelijkspartner of geregistreerd partner, of een combinatie; dit naamgebruik wordt doorgegeven aan overheidsinstanties zoals de Belastingdienst, pensioenfondsen, het waterschap of de RDW
- juridisch geslacht - man, vrouw of onbekend
- burgerservicenummer (BSN)
- geboortedatum, geboorteplaats en geboorteland
- gegevens over de ouders
- gegevens over huwelijk en geregistreerd partnerschap
- gegevens over kinderen
- gegevens over nationaliteit en eventueel over het verblijfsrecht
- woonadres:

1° het adres waar betrokkene woont, waaronder begrepen het adres van een woning die zich in een voertuig of vaartuig bevindt, indien het voertuig of vaartuig een vaste stand- of ligplaats heeft, of, indien betrokkene op meer dan één adres woont, het adres waar hij naar redelijke verwachting gedurende een half jaar de meeste malen zal overnachten;
2° het adres waar, bij het ontbreken van een adres als bedoeld onder 1, betrokkene naar redelijke verwachting gedurende drie maanden ten minste twee derde van de tijd zal overnachten.
De meeste van deze gegevens zijn met behulp van je DigiD via internet zelf te controleren op de website mijn.overheid.nl. De persoonsgegevens in de BRP zijn niet openbaar, wel ontvangen instanties zoals de Belastingdienst en de Sociale Verzekeringsbank (SVB) informatie uit BRP voor de uitvoering van hun taken.
De Rijksdienst voor Identiteitsgegevens heeft de regie over het register. De uitvoering is voor ingezeten belegd bij de gemeente waar iemand ingezetene van is. Voor niet-ingezetenen zijn 19 gemeentes geselecteerd als loket. Deze gemeentes zijn geselecteerd op bijvoorbeeld afstand tot de Nederlandse grens of de aanwezigheid van grotere aantallen arbeidsmigranten.

## Boetebepaling
Op grond van de wet kan het College van burgemeester en wethouders een bestuurlijke boete opleggen van ten hoogste 325 euro aan ingezetenen die niet hebben voldaan aan hun registratieplicht of wijzigingen niet doorgeven.

## Gebruikers van de gegevens
Gebruikers van de gegevens zijn de desbetreffende burgers zelf en de gemeente. Daarnaast worden de gegevens in de BRP ook gebruikt door (semi)-overheidsorganisaties die voor de uitoefening van hun publiekrechtelijke taken persoonsgegevens nodig hebben. Hieronder vallen onder meer de politie, belastingdienst, notarissen, het waterschap en de pensioenfondsen. In totaal zijn er enkele honderden van dit soort organisaties. Afhankelijk van hun behoeften en de afspraken die er over de aanlevering van de gegevens zijn gemaakt, krijgen deze organisaties een selectie uit de BRP. Een voorbeeld is het bevolkingsonderzoek naar borstkanker: hiervoor verkrijgen de screeningsorganisaties een beperkte set gegevens van alle in de BRP geregistreerde vrouwen ouder dan 50 jaar. Afnemers kunnen ook zelf een aantekening op een persoonslijst zetten zodat ze op de hoogte worden gehouden van wijzigingen.
Een bijzondere positie neemt de Stichting Interkerkelijke Ledenadministratie (SILA) in. SILA is de enige particuliere organisatie in Nederland die informatie over haar leden uit de BRP krijgt. SILA Ontvangt automatisch bericht over mutaties in de BRP van mensen die ingeschreven staan bij een van de aangesloten kerken. Informatie over registratie bij de SILA is te allen tijde op te vragen en ook is SILA registratie gemakkelijk op te zeggen.

## Verstrekkingsbeperking
Burgers kunnen een verzoek indienen bij de gemeente om gegevens uit de BRP niet meer aan derden te verstrekken tenzij van rechtswege noodzakelijk. Dit wordt in de volksmond ook wel een "verzoek geheimhouding" genoemd.
Strikt genomen is er geen sprake van geheimhouding. Het college van burgemeester en wethouders is verplicht een onderzoek uit te voeren naar de reden van het verzoek van de derde en of het verstrekken van deze informatie de belangen van de burger schaadt of kan schaden. Als de derde een duidelijk belang heeft bij het verkrijgen van de informatie en de burger zijn belangen niet worden geschaad, kunnen de gegevens evenzogoed worden verstrekt.

## Registratie Niet-Ingezetenen
Onderdeel van de BRP is de Registratie Niet-Ingezetenen (RNI). Hierin staan twee groepen geregistreerd
- ingezetene die verhuisd zijn naar het buitenland,
- overige personen die een burgerservicenummer (BSN) nodig hebben.

De RNI is onderworpen aan lagere kwaliteitseisen en -controles dan de rest van de BRP. Met vorderen van de tijd worden de gegevens ook sneller minder accuraat.
Als iemand verhuist naar het buitenland dan verhuist het overzicht met persoonsgegevens naar het niet-ingezetene-deel van de BRP. Wanneer een ingezetene zich uitschrijft bij de gemeente en in het buitenland gaat wonen, worden alle gegevens overgebracht naar de RNI. Ook als de gemeente de betrokken persoon niet kan bereiken of het juiste adres niet is vast te stellen kan een ingezetene uitgeschreven worden en de gegevens worden dan naar de RNI overgebracht.
Volgens artikel 2.69 van de BRP worden vanaf de registratie in de RNI alleen nog de naam, de geboorte, het geslacht, het overlijden en het (buitenlandse) woonadres bijgehouden. Als de betrokken persoon heeft laten registreren dat deze de naam van de partner wil gebruiken (eventueel in combinatie met de eigen geslachtsnaam), dan kan dit nog één keer gewijzigd worden in het uitsluitende gebruik van de eigen geslachtsnaam. Dit verzoek moet worden ingediend bij de laatste woongemeente.
Personen die korter dan 4 maanden in Nederland verblijven kunnen zich ook laten registreren in de RNI. Hierbij ontvangen ze een burgerservicenummer. Een burgerservicenummer is nodig voor tijdelijk werk, studie in Nederland of voor het ontvangen kinderbijslag in het buitenland. Bij de registratie in de RNI wordt het thuisadres in het buitenland vastgelegd.

## GBA werd BRP
De Wet van 3 juli 2013 houdende nieuwe regels voor een basisregistratie personen (Wet basisregistratie personen) en het Besluit van 28 november 2013, houdende regels ter uitvoering van de Wet basisregistratie personen (Besluit basisregistratie personen) zijn op 6 januari 2014 in werking getreden.
Nieuw bij de invoering van de BRP was onder meer:
- van iemand met de Nederlandse nationaliteit worden de eventuele andere nationaliteiten niet meer geregistreerd;
- de gemeente kan in specifieke situaties een bestuurlijke boete van ten hoogste € 325,- opleggen aan burgers;
- als bij de inschrijving van een persoon de geboortedatum en / of nationaliteit niet op de reguliere wijze kan worden vastgesteld, deze kan worden ontleend aan een mededeling daarover van de minister van Justitie en Veiligheid, voor zover deze gegevens door hem zijn vastgesteld in het kader van de toelating van de betrokkene tot Nederland.
- de minister van Justitie en Veiligheid mag ook een fictieve geboortedatum vaststellen, vaak 1 januari of 1 juli. In het verleden werd in de BRP "00-00" geregistreerd.

De Raad van State heeft bepaald dat in dat geval een verzoek van betrokkene tot omzetting naar een (eventueel fictieve) volledige datum moet worden ingewilligd. Ook als de betrokken persoon inmiddels al de Nederlandse nationaliteit heeft verkregen.

## Registratie levenloos geboren kinderen
Het is sinds 3 februari 2019 mogelijk om levenloos geboren kinderen in de BRP te registreren. Dit kan ook met terugwerkende kracht voor kinderen die voor deze datum levenloos zijn geboren. De kinderen worden geregistreerd bij kindergegevens van de ouder die hier om verzoekt.
Deze mogelijkheid is het gevolg van een petitie van ouders die het als een groot emotioneel gemis zien en als feitelijk onjuist ervaren dat hun levenloos geboren kind niet in deze basisregistratie voorkomt.
Zie ook de wettelijke regeling met betrekking tot levenloos geboren kinderen.